# Hamdija Kreševljaković
Hamdija Kreševljaković (Sarajevo, 18. rujna 1888. – Sarajevo, 9. srpnja 1959.), bosanskohercegovački je povjesničar.

## Životopis
Hamdija Kreševljaković rođen je u Sarajevu 1888. godine. U rodnom gradu završio je pučku, trgovačku i učiteljsku školu. Još kao đak javlja se u hrvatskim listovima, zauzimajući se za hrvatsku kulturnu prošlost. Nakon završene škole od 1912. bio je učitelj u osnovnim školama, radio je, potom, kao nastavnik u trgovačkoj školi. Nakon završenog državnog ispita, i kao profesor u Učiteljskoj školi. Od početka 1918. do 1919. godine, radio je kao učitelj u Vinkovcima. U školama predaje povijest, zemljopis i pedagogiju. Suradnik Zemaljskog muzeja u Sarajevu, ravnatelj i osnivač Instituta za istraživanje Balkana Carl Patsch, potaknuo ga je na sakupljanje knjiga i djela bosanskih pisaca, koje objavljuje u znanstvenim časopisima, a kasnije i svoje samostalne znanstvene radove. Kreševljaković je trebao napisati knjigu Bosanskohercegovački pisci, ali zbog rada u školi, napušta rad na institutu.
Godine 1912. godine objavio je zapaženo djelo Kratki pregled hrvatske knjige u Herceg-Bosni. Sakupljao je sudske isprave iz osmanskog vremena, deftere i fermane, te je u razgovorima sa suvremenicima tog vremana sakupljao informacije, koje je objavljivao u stručnim radovima.  U istraživačkom radu putovao je Bosnom, ali i Austrougarskom, Njemačkom, Poljskom, Grčkom, Italijom, Francuskom, Nizozemskom, Danskom, Švedskom i Islandom. Monografijom Štamparije u Bosni za turskog vremena i prilogom Hasanaga Beširević-Pećki, objavljenih 1920. godine Kreševljaković prelazi iz književne povijesti na povijesne teme.
Od 1916. godine radio je u muslimanskim prosvjetnim ustanovama, u "Darul- mualliminu", Okružnoj medresi, a profesor Gazi Husrev-begove medrese bio je od 1926. do 1945. godine, i neprocjenjivo mnogo doprinio stabiliziranju ove škole i njenom organiziranju u Kraljevini Jugoslaviji. U Gazi Husrev-begovoj medresi predavao je zemljopis, povijest, filozofsku propedeutiku, pedagogiju i njemački jezik. Predavao je još i u Prvoj gimnaziji, zatim u Srednjoj ekonomskoj školi. Odlazi u preranu mirovinu 1932. godine, tri godine nakon sukoba s ondašnjim vlastima, odnosno nakon javnog kritiziranja službene politike u to vrijeme i zbog prohrvatskih stavova. Za vrijeme NDH surađivao je u Novom Beharu (1944.), Narodnoj uzdanici, kalendaru (1942. – 1945.), El Hidaji i dr. Bio je dopisni član JAZU a od 7. siječnja 1942. godine član HAZU. Nakon sloma NDH radio je kao nastavnik na II. muškoj gimnaziji i Trgovačkoj akademiji u Sarajevu. Iza sebe ostavio je brojne znanstvene uradke, nezaobilazne kad je riječ o proučavanju prošlosti Bosne i Hercegovine i Sarajeva. Bio je suradnikom u leksikonu Znameniti i zaslužni Hrvati te pomena vrijedna lica u hrvatskoj povijesti od 925–1925 tiskanom 1925. godine prigodom proslave 1000-godišnjice hrvatskoga kraljevstva i napisao je 8 životopisa.
Zapažen je i njegov angažman u Zavodu za zaštitu spomenika kulture Bosne i Hercegovine gdje je radio kao znanstveni suradnik sve do svoje smrti. Kreševljaković je godinama bio radni član društva "Narodna uzdanica", u kojem je zadugo bio biran u glavni odbor. Objavio je preko 350 radova iz oblasti povijesti, kulture, civilizacije, baštine Bosne i Hercegovne (naručito iz osmanskog doba). Jedan je od utemeljitelja suvremenog pristupa u proučavanju povijesti Bosne i Hercegovine. Radovi iz te oblasti preporučili su ga za najvisa znanstvena zvanja.
Kreševljakovićevo cjelokupno djelo, budući usredsređeno na povijest Bosne i Hercegovine i njenu kulturu, civilizaciju, upravu, zanate, danas se zasigurno smatra najrelevantnijim povijesnim štivom o Bosni i Hercegovini. Kreševljakovićev stil je osoben i primjetan, s mnogo literarnih odlika u slikanju prošlih vremena. Hamdija Kreševljaković je izabran za dopisnog člana Jugoslavenske akademije znanosti i umjetnosti u Zagrebu 1938., a za redovnog člana Naučnog društva BiH 1952. godine. Bio je prvi potpredsjednik Naučnog društva Bosne i Hercegovine.
Umro je u Sarajevu 1959. godine. Ime Hamdije Kreševljakovića nose osnovne škole u Sarajevu, Kaknju i Gradačcu.

## Priznanja
- Orden rada

## Djela
Nepotpun popis:
- Kratak pregled hrvatske knjige u Herceg-Bosni od najstarijih vremena do danas, Sarajevo, 1912.
- Zemljopis trgovine i prometa za trgovačke škole, Sarajevo, 1924. (2. izd. 1927.)[5]
- Sarajevska čaršija, njeni esnafi i obrti za osmanlijske uprave, Zagreb, 1927.
- Banje u Bosni i Hercegovini (1462-1916), Sarajevo, 1937., (2. pop. i proš. izd. 1952.)
- Hamami (javna kupatila) u Bosni i Hercegovini 1462. – 1916., 23. sv. biblioteke Centralnog higijenskog zavoda u Beogradu, Beograd, 1937.
- Sarajevo u doba okupacije Bosne: 1878., Sarajevo, 1937.
- Vodovodi i gradnje na vodi u starom Sarajevu, Sarajevo, 1939.
- Turalibegov vakuf u Tuzli: prilog povijesti XVI stoljeća, Sarajevo, 1941.
- Vareš kao glavno središte Gvozdenog obrta u Bosni i Hercegovini do 1891. godine, Zagreb, 1943.
- Stari bosanski gradovi, Sarajevo, 1953.
- Stari hercegovački gradovi, Sarajevo, 1954. (zajedno s Hamdijom Kapidžićem)
- Kapetanije u Bosni i Hercegovini, Sarajevo, 1954., (2. izd. 1980.)
- Hanovi i Karavansaraji u Bosni i Hercegovini, Sarajevo, 1957.
- Esnafi i obrti u starom Sarajevu, Sarajevo, 1958.

### Posmrtno
- Esnafi i obrti u Bosni i Hercegovini, Sarajevo, 1961.
- Travnik u prošlosti 1464-1878, Travnik, 1961. (suautor D. M. Korkut)[6]
- Sarajevo za vrijeme austrougarske uprave: (1878-1918), Sarajevo, 1969.
- Izabrana djela, 1-4, prir. Avdo Sućeska i Enes Pelidija, Sarajevo, 1991.